# Žana Todorova
Žana Todorova (Plovdiv, 6 gennaio 1997) è una pallavolista bulgara, libero del Prometej.

## Carriera

### Club
La carriera di Žana Todorova inizia nella stagione 2013-14 quando esordisce con il Marica nella Superliga bulgara: con il club di Plovdiv conquista cinque Coppe di Bulgaria e sette scudetti.
Nella stagione 2021-22 viene ingaggiata dalla squadra ucraina del Prometej, in Superliha.

### Nazionale
Nel 2013 viene convocata nella nazionale bulgara under 18, mentre nel biennio dal 2012 al 2014 fa parte di quella under 19; nel 2015 è nella selezione under 20 e tra il 2016 e il 2017 in quella under 23, con cui si aggiudica la medaglia di bronzo al campionato mondiale under 23, dove viene premiata come miglior libero.
Ottiene le prime convocazioni nella nazionale maggiore nel 2013. Nel 2018 vince la medaglia d'oro all'European Golden League e alla Volleyball Challenger Cup, mentre nel 2021 ottiene un nuovo oro alla European Golden League, venendo premiata anche come MVP.

## Palmarès

### Club
- Campionato bulgaro: 7

2014-15, 2015-16, 2016-17, 2017-18, 2018-19, 2019-20, 2020-21
- Coppa di Bulgaria: 5

2014-15, 2016-17, 2017-18, 2018-19, 2020-21

### Nazionale
- Campionato mondiale under 23 2017
- European Golden League 2018
- Volleyball Challenger Cup 2018
- European Golden League 2021

### Premi individuali
- 2015 - Campionato mondiale under 20: Miglior libero
- 2017 - Campionato mondiale under 23: Miglior libero
- 2021 - European Golden League: MVP